# Eichendorffův dub
Dąb Eichendorffa, německy Eichendorffeiche a česky Eichendorffův dub, je solitérní památný strom dub letní (Quercus robur L.) na ulici Zamkowa ve vesnici Łubowice ve gmině Rudnik v okrese Ratiboř ve Slezském vojvodství v jižním v Polsku. Strom je pojmenovaný po místním rodákovi a německém romantickém spisovateli Josephu Karlu Benediktu svobodném pánu von Eichendorff (1787–1857), který se narodil v blízkém zámku Łubowice. K roku 2015 bylo stáří stromu odhadováno na 300±50 let. Strom se také nachází v Opavské pahorkatině a v Horním Slezsku.

## Další informace
Vedle stromu jsou dvě informační tabule s údaji o stromu a s polským a německým textem básně Am Meinem Geburtstage. V blízkosti stromu vede turistická trasa Szlak Młodości Eichendorffa. Strom je starší než spisovatel Eichendorff. Místo je celoročně volně přístupné.

## Galerie

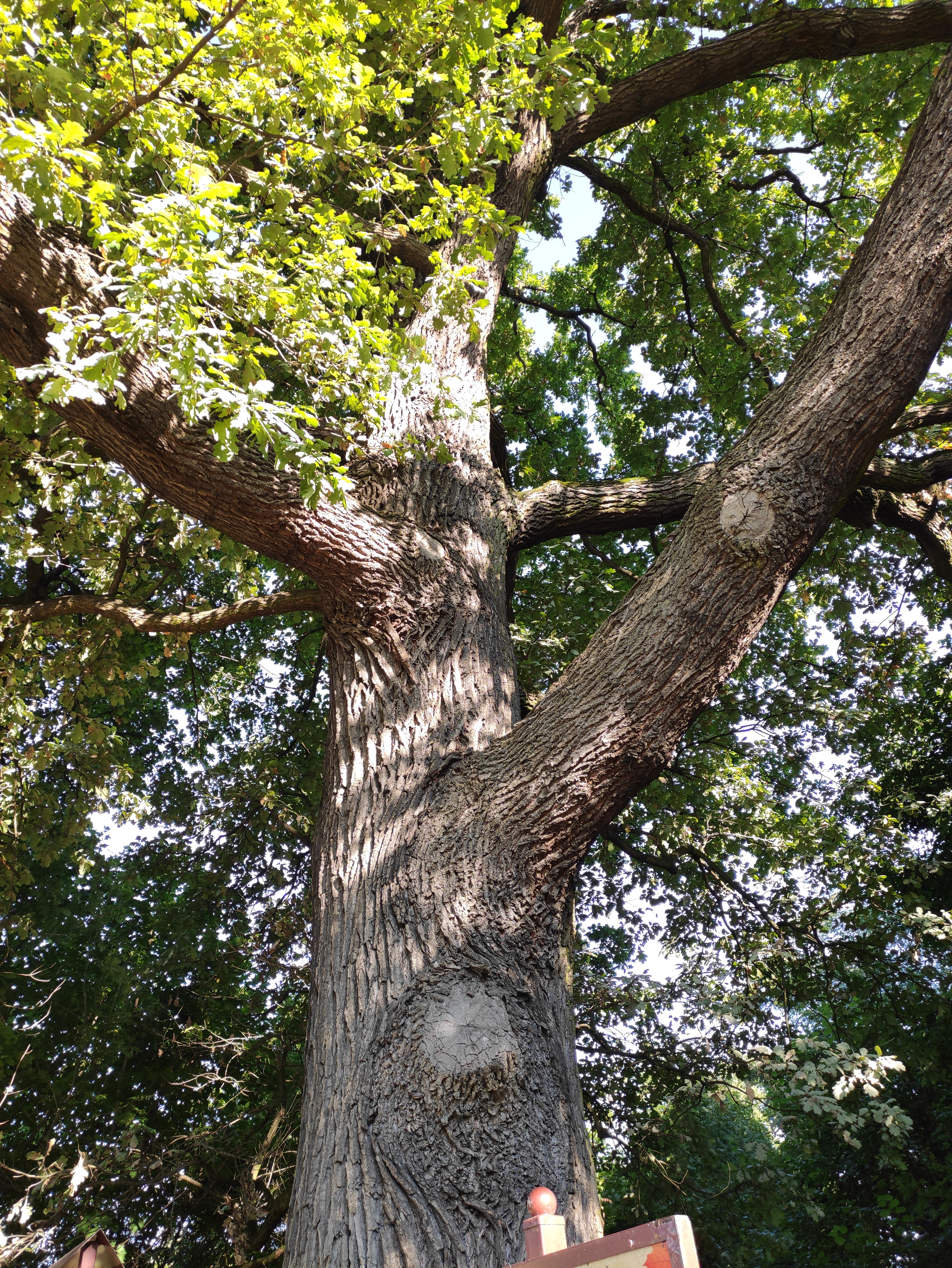
Pohled do koruny stromu
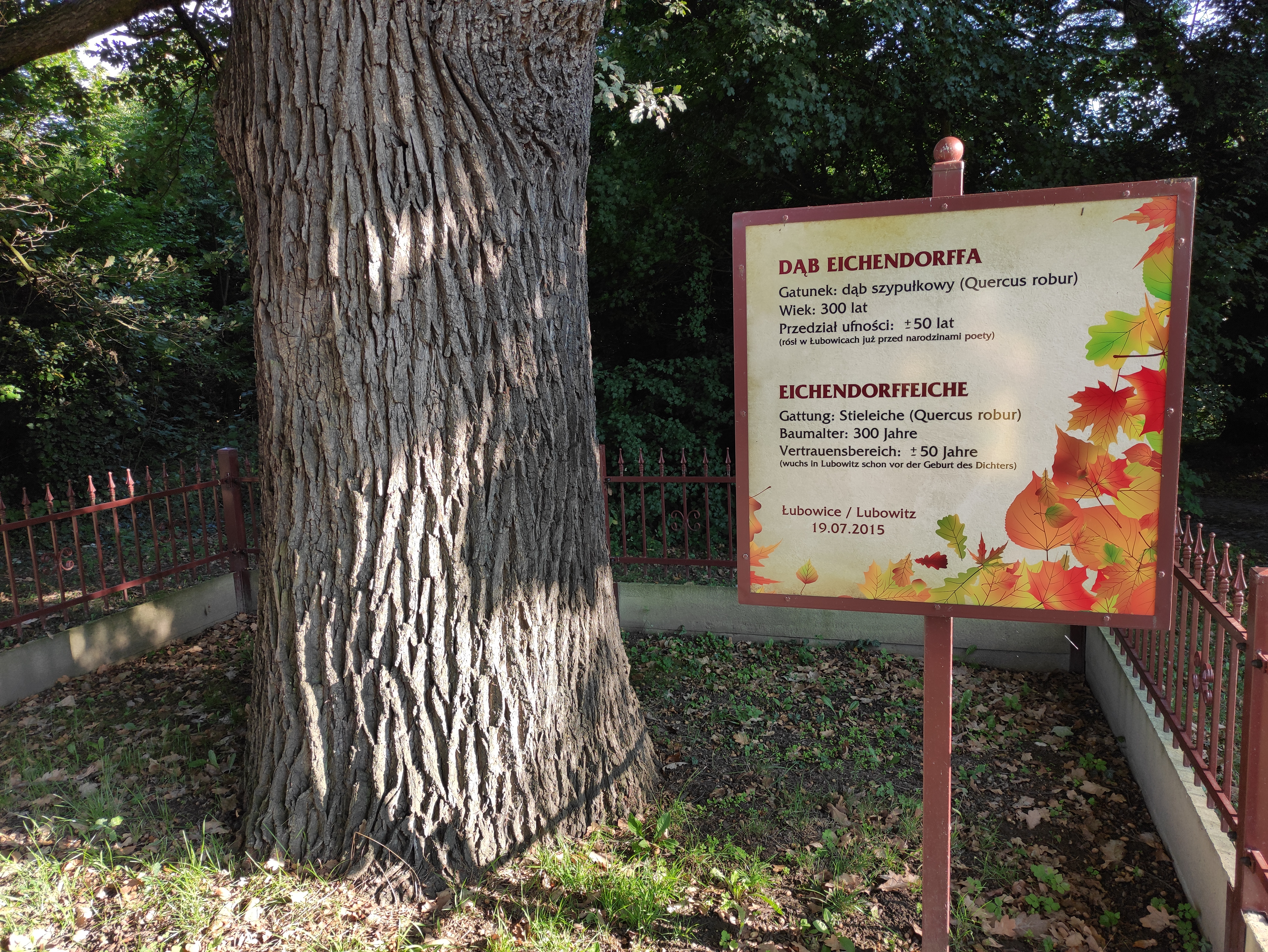
Informační panel a kmen stromu
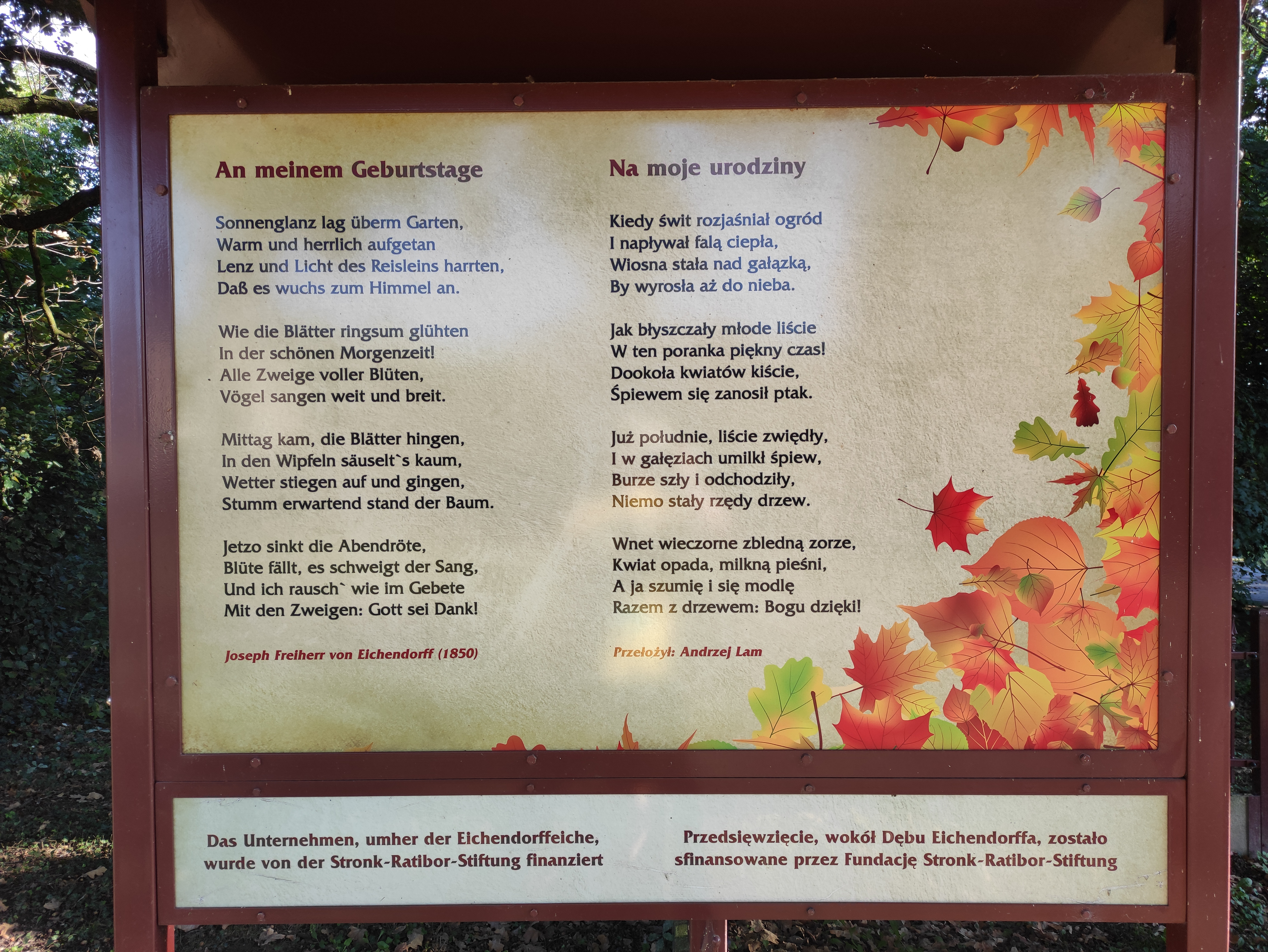
Informační panel u stromu